# (7453) Slovtsov
(7453) Slovtsov est un astéroïde de la ceinture principale.

## Description
(7453) Slovtsov est un astéroïde de la ceinture principale. Il fut découvert le 5 septembre 1978 à Naoutchnyï par Nikolaï Tchernykh. Il présente une orbite caractérisée par un demi-grand axe de 2,27 UA, une excentricité de 0,20 et une inclinaison de 1,0° par rapport à l'écliptique.

## Compléments